# فرودگاه سیبو (مالزی)
فرودگاه سیبو (مالزی) (به انگلیسی: Sibut Airport) یک فرودگاه همگانی است که یک باند فرود خاک رس دارد و طول باند آن ۷۹۲ متر است. این فرودگاه در کشور جمهوری آفریقای مرکزی قرار دارد و در ارتفاع ۴۳۰ متری از سطح دریا واقع شده است.